# Oliver et Compagnie
Pour les articles homonymes, voir Oliver Twist (homonymie) et Olivier (homonymie).
Série Classiques d'animation Disney
Basil, détective privé
(1986) La Petite Sirène
(1989)
Pour plus de détails, voir Fiche technique et Distribution.
Oliver et Compagnie (Oliver and Company) est le 35e long-métrage d'animation et le 27e « Classique d'animation » des studios Disney. Sorti en 1988, il s'inspire du roman de Charles Dickens, Oliver Twist, publié entre 1837 et 1839.
Oliver et Compagnie est, avec La Petite Sirène (1989), le film qui a permis aux studios Disney de renouer avec le succès et d'entrer ainsi dans un nouvel âge d'or (1988-1995), grâce à son grand succès.

## Synopsis
L'histoire se déroule à New York dans les années 1980. Un petit chaton abandonné, après avoir passé une nuit sous la pluie, tente de voler des saucisses à un vendeur ambulant qui repousse violemment le pauvre chaton affamé. Le chaton rencontre alors Roublard, un chien errant qui propose de faire équipe afin de récupérer les saucisses. Le plan de Roublard fonctionne mais une fois les saucisses en sa possession, il fuit à travers la ville sans partager son butin avec son coéquipier. Le chaton suit Roublard jusqu'à sa destination: une péniche délabrée amarrée aux docks. Alors que le chaton tente de regarder ce qui se passe à l'intérieur depuis le plafond, le plancher cède et il tombe au milieu d'une meute de chiens composé de Roublard et ses amis, le chihuahua Tito, le dogue allemand Einstein, le bouledogue intellectuel Francis et la levrette persane affectueuse Rita. À part Roublard, la bande est immédiatement hostile envers le chaton mais leur ton redevient vite plus amical lorsqu'ils apprennent que le chaton est la personne qui a aidé Roublard à voler les saucisses (il avait prétendu juste avant les avoir arrachés aux griffes d'un terrible monstre).
Arrive ensuite Fagin, un ferrailleur, à qui appartient la péniche et maître de la meute. Rapidement, un malfrat nommé Sykes arrive aussi sur les lieux. En effet, Fagin doit une forte somme d'argent à ce dernier et tente de trouver des objets de valeur avec ses chiens pour le rembourser. Une fois encore, le peu d'objets trouvé par les chiens n'a aucune valeur. À bout de patience, Sykes lance un ultimatum de trois jours à Fagin pour combler sa dette. Désespéré, Fagin retrouve un peu de réconfort auprès de ses chiens, qui ont entre-temps eu une altercation avec Roscoe et Desoto, les dobermans de Sykes, puis découvre le chaton qu'il décide de garder avec l'approbation du reste de la bande.
Le lendemain, Fagin charge les chiens de voler des objets de grande valeur dans des voitures de luxe. Ils finissent par croiser une limousine et, par un habile stratagème de Roublard et le talent d'acteur de Francis, arrivent à l'arrêter et à faire descendre son chauffeur. Alors que Tito débranche les câbles de la radio, le chaton, qui est alors chargé de faire le guet, prends peur en voyant la vitre séparant le conducteur des passagers s'ouvrir et active par mégarde le contact de la limousine. Tito est alors éjecté du véhicule en recevant une grosse décharge d'électricité. Le chaton, resté coincé à l'intérieur, est alors recueilli par Jenny, la fillette qui se trouvait à l'arrière de la limousine. Ses parents, richissimes, la délaissent à cause des multiples conférences qu'ils doivent donner et ont chargé leur domestique, ainsi que leur chauffeur Winston, de s'occuper d'elle.
Jenny décide de ramener le chaton chez elle malgré les réticences de Winston. Elle obtient finalement de ses parents le droit de garder le chaton. Ayant suivi la limousine jusqu'à la maison des Foxworth, Roublard et sa bande décident d'abandonner temporairement leurs vols pour le compte de Fagin et de mettre au point un plan afin de récupérer leur nouvel ami. Le lendemain, Jenny passe la journée avec le chaton, qu'elle baptise Oliver, lui achetant une médaille et un collier. La journée passe et Oliver commence à prendre goût à cette nouvelle vie et à aimer sa nouvelle maîtresse. Toutefois, la présence d'Oliver ne fait pas l'entière unanimité: Georgette, la chienne championne de beauté de Jenny, méprise le chaton.
Le jour suivant, Jenny part pour l'école. Roublard et sa bande en profite pour récupérer Oliver. Après avoir enfermé Winston dehors, ils fouillent la maison et tombent sur Georgette qui leur voue aussitôt une féroce hostilité. Tito semble alors sous le charme de la reine de beauté. Georgette change de comportement en apprenant qu'ils viennent récupérer Oliver et les aide à se débarrasser de lui. De retour aux docks, Oliver, bien qu'heureux d'être avec ses amis, regrette de ne plus être avec Jenny. Cette réaction vexe Roublard qui s'imagine alors s'être donné du mal pour un ingrat et ordonne à Oliver de repartir sur-le-champ. Fagin arrive alors, désemparé, les trois jours étant écoulés d'ici quelques heures. Il aperçoit alors le collier et la médaille d'Oliver ainsi que son adresse: la 5e Avenue. Sachant que seuls des riches peuvent posséder une maison dans un tel quartier, il décide de simuler l'enlèvement d'Oliver contre une rançon. Jenny, rentrée de l'école, découvre la lettre de Fagin et, déterminée à retrouver son chat, décide d'aller au rendez-vous de Fagin avec ses économies.
Fagin, de son côté, arrive tant bien que mal à se faire accorder douze heures de plus après avoir exposé son plan à Sykes. Ce dernier prévient toutefois Fagin que c'est sa dernière chance. La nuit tombée, Jenny part sur les docks avec Georgette mais se perd rapidement à cause de la carte mal dessinée fournie avec la demande de rançon qui indique le lieu de rendez-vous. Elle finit quand même par trouver Fagin et tente de lui expliquer pourquoi elle est ici. Fagin comprend petit-à-petit avec horreur que Jenny est en réalité là pour payer Oliver avec ses faibles économies. Honteux de s'être servi d'Oliver pour en tirer de l'argent et faire souffrir la fillette, il fait mine de trouver accidentellement Oliver dans une caisse et le remet à Jenny. C'est alors que deux phares s'allument dans l'obscurité: Sykes a assisté à "l'échange" entre Fagin et Jenny. Alors que sa voiture démarre, Fagin pense que Sykes va le supprimer mais à la place, le malfrat le contourne et kidnappe Jenny sous les yeux d'Oliver et du reste de la meute. Avant de partir, Sykes ordonne à Fagin de ne pas prévenir la police et de considérer qu'ils sont désormais quittes. Roublard promet alors à Oliver qu'ils sauveront Jenny avant que tous les chiens ne se mettent en route vers le repaire de Sykes.
Sur place, ils arrivent à entrer dans le bâtiment et à couper les caméras de sécurité. Tito a également l'occasion de séduire de plus en plus Georgette. Pendant ce temps, Sykes a ligoté Jenny dans son bureau et appelle Winston pour lui faire part d'une rançon que les Foxworth devront payer s'ils veulent retrouver leur fille. Tito et Francis, déguisés en livreur de pizza, font sortir Sykes de son bureau qui se lance à la poursuite du mystérieux intrus, avec une arme à sa main. Ils sont coincés plus loin par Roscoe et Desoto mais ces derniers sont neutralisés par Georgette. Ils rejoignent tous Oliver et Roublard qui ont profité de l'absence de Sykes pour retrouver Jenny. Alors que Sykes est en train de retourner à son bureau avec ses dobermans, Roublard décide d'utiliser une grue pour soulever la chaise à laquelle est attachée Jenny pour fuir. Tito, d'abord récalcitrant avant d'être convaincu par Georgette, va alors au panneau de commande et détraque les fils afin de contrôler la grue qui fait monter en l'air la chaise de Jenny avec tout le monde dessus au moment où Sykes arrive dans son bureau avec ses chiens. Ne voulant pas laisser Jenny s'enfuir, il sabote le disjoncteur avec une hache. La grue arrête alors de fonctionner, les relâchant dans le vide mais leur chute est amortie par des tapis roulants.
Toutefois, ils se retrouvent devant Sykes qui s'apprêtent à ordonner à ses chiens de se débarrasser d'eux. Fagin arrive alors et fait monter ses chiens, Oliver, Georgette, et Jenny sur son scooter avant de fuir à travers la ville. Mais Sykes ne renonce pas: avec sa puissante voiture, il rattrape le groupe et engage une course-poursuite avec eux. Poursuite qui continue jusque dans les tunnels du métro. Après un violent choc entre les véhicules, Jenny atterrit sur le capot de Sykes. Volant au secours de sa maîtresse, Oliver mord Sykes au moment où ce dernier s'apprête à attraper Jenny. Le malfrat le balance en pâture à ses dobermans. Roublard rejoint alors Oliver et ensemble, parviennent à faire chuter Roscoe et Desoto sur les rails électrifiés par les jantes de la voiture de Sykes. Ils arrivent alors sur le pont de Brooklyn où Jenny est parvenue à ramper sur le capot pour rejoindre le scooter de Fagin. Tito en prend les commandes pendant que son maître tend sa main à Jenny pour qu'elle remonte avec eux. Il y parvient presque lorsque Sykes attrape la cheville de la fillette et la fait revenir à lui. Mais en face d'eux, un métro arrive à pleine vitesse. Roublard et Oliver se jette sur Sykes qui lâche Jenny. Fagin la récupère mais alors que le métro approche, Tito fait une embardée sur les câbles du pont, évitant la collision. Jetant Oliver et Roublard par-dessus le pont, Sykes n'a pas la même chance et est violemment percuté par le métro avant que sa voiture ne finisse dans l'East River. Redescendue sur le pont, Jenny est soulagé de trouver Oliver sauvé par Roublard d'une mort certaine.
Quelques jours plus tard, toute la bande est invitée pour l'anniversaire de Jenny qui remercie Fagin de l'avoir sauvée. Tito, de son côté, décide d'oublier Georgette après qu'elle a tenté de le maquiller et de lui faire porter des vêtements. Après l'anniversaire, Roublard rappelle à Oliver qu'il sera toujours le bienvenu dans la bande avant de repartir à travers New York avec Fagin, Tito, Rita, Francis, et Einstein.

## Fiche technique
- Titre original : Oliver and Company
- Titre français : Oliver et Compagnie
- Réalisation : George Scribner, assisté de Timothy O'Donnell
- Scénario : Jim Cox, Timothy J. Disney, James Mangold, Roger Allers, Michael Cedeno, Mike Gabriel, Vance Gerry, Leon Joosen, Kevin Lima, Dave Michener, Joe Ranft, Gary Trousdale, Kirk Wise, Jim Mitchell, Chris Bailey et Peter Young d'après le roman de Charles Dickens
- Conception graphique :
  - Direction artistique : Dan Hansen
  - Couleurs et style : Guy Deel
  - Conception des personnages : Andreas Deja, Mike Gabriel et Glen Keane
  - Cadrage (Layout) : Rasoul Azadani, Fred Cline, Dan McHugh, Phil Phillipson, Fred Craig, Bob Smith, Bill Perkins, James Beihold, Alex Mann, Marc Christansen et Karen Keller
  - Décors : Steve Butz, Jim Coleman, John Emerson, Lisa Keene, Tia Kratter, Andrew Phillipson, Philip Phillipson, Brian Sebern et Robert E. Stanton
- Animation :
  - Supervision : Ruben Aquino, Hendel Butoy, Mike Gabriel, Mark Henn, Glen Keane et Douglas Krohn
  - Animation des personnages : Phil Young, Leon Joosen, Russ Edmonds, Will Finn, Barry Temple, Rick Farmiloe, Ron Husband, David Pruiksma, Chris Bailey, Viki Anderson, Kevin Lima, Shawn Keller, Tony Fucile, Anthony Derosa, Jay Jackson, Kevin Wurzer, Jorgen Klubien, David Stephan, Dan Jeup, David Cutler, Jeffrey Lynch et Kathy Zielinski
  - Effets spéciaux : Mark Dindal, Ted Kierscey, Kelvin Yasuda, Jeff Howard, Glenn Chaika, Randy Fulmer, Dorse Lanpher, Mark Myers, Eusibio Torres et Dave Bossert
  - Coordinateurs : Tom Ferriter, June Fujimoto, Marty Korth, Dave Suding, Chuck Williams et Bill Berg
  - Animations-clé : Wesley Chun, Brian Clift, Gail Frank, Lureline Weatherly, Richard Hoppe et Cyndee Williams
  - Animation par ordinateur (CGA) : Tina Price et Michael Cedeno
- Montage : Mark A. Hester et Jim Melton (film), Segue Music (musique)
- Musique : J. A. C. Redford
  - Orchestrations : Thomas Pasatieri
  - Chansons : Howard Ashman, Dean Pitchford, Barry Mann, Barry Manilow, Rob Minkoff, Ron Rocha, Tom Snow, Dan Hartman, Charlie Midnight, Jack Feldman, Bruce Sussman, Rubén Blades, Rocky Pedilla, Michael Eckart et Jon St. James
- Production : Kathleen Gavin (directrice de production)
- Sociétés de production : Walt Disney Pictures, Silver Screen Partners III
- Société de distribution : Buena Vista Pictures Distribution
- Pays d'origine :  États-Unis
- Langue originale : anglais
- Format : Couleurs - 35mm - 1,66:1 (1,85:1 étendu) - Dolby Stéréo
- Durée : 73 minutes
- Dates de sortie : 
  - États-Unis : 18 novembre 1988
  - France : 29 novembre 1989

Note: La liste des « crédités » au générique étant trop longue pour être citée in extenso ici, nous n'avons repris que les principaux contributeurs.

## Distribution

### Voix originales
- Joey Lawrence : Oliver
- Billy Joel : Dodger (Roublard)
- Natalie Gregory : Jenny Foxworth (Jennifer)
- Cheech Marin : Tito (Ignacio Alonzo Julio Frederico de Tito)
- Richard Mulligan : Einstein
- Roscoe Lee Browne : Francis
- Sheryl Lee Ralph : Rita
- Dom DeLuise : Fagin
- Taurean Blacque : Roscoe
- Carl Weintraub : DeSoto
- Robert Loggia : Sykes
- William Glover : Winston
- Bette Midler : Georgette
- Frank Welker : Old Louie (Vieux Louie) / Animal sounds (cris d'animaux)
- Jo Ann Harris : Additional voices (voix additionnelles)

### Voix françaises
- Renaud Tissier : Oliver
- Patrick Poivey : Roublard
- Jacques Mercier : Roublard (chant)
- Sauvane Delanoë : Jennifer
- Linh Rateau : Jennifer (chant)
- Gérard Hernandez : Tito
- René Bériard : Einstein
- Jacques Deschamps : Francis et Louis
- Sylvie Moreau : Rita
- Dada Hekimian : Rita (chant)
- Philippe Dumat : Fagin
- Régis Ivanov : Roscoe
- Jean-pierre Ducasse : DeSoto
- Henry Djanik : Sykes
- Georges Berthomieu : Winston
- Michèle Bardollet : Georgette
- Marie Ruggeri : Georgette (chant)
- Slim Batteux : chanteur soliste

### Voix québécoises
- Inti Chauveau : Oliver
- Marc Bellier : Dodger
- Daniel Barbe : Dodger (chant)
- Ronald France : Fagin
- Victor Désy : Sykes
- Yves Massicotte : Francis
- Éric Gaudry : DeSoto
- Mireille Thibault : Rita
- Lina Boudreau : Rita (chant)
- Michel Mongeau : Einstein
- Jean Galtier : Roscoe
- Daniel Lesourd : Tito
- Alice Raynard : Jenny
- André Montmorency : Winston
- Élizabeth Lesieur : Georgette
- Patsy Gallant : Georgette (chant)
- Vincent Davy : Vieux Louie
- Michel Comeau : chanteur soliste

## Distinctions

### Récompenses
- 1989 - Prix du Best Sound Editing - Animated Feature aux Motion Picture Sound Editors

### Nominations
- 1989 - Golden Globe de la meilleure chanson originale pour la chanson Why Should I Worry?
- 1989 - Young Artist Awards pour le Best Family Animation or Fantasy Motion Picture

## Sorties cinéma
Sauf mention contraire, les informations suivantes sont issues de l'Internet Movie Database
- 13 novembre 1988 - États-Unis (première à New York[2])
- 16 novembre 1988 - Philippines
- 18 novembre 1988 - États-Unis et Canada
- 19 novembre 1988 - Nouvelle-Zélande
- 8 juillet 1989 - Uruguay
- 13 juillet 1989 - Argentine
- 14 juillet 1989 - Pérou
- 15 juillet 1989 - Israël
- 28 juillet 1989 - Bénin
- 5 août 1989 - Suisse (alémanique)
- 28 novembre 1989 - Espagne
- 29 novembre 1989 - Égypte, France, Jordanie, Liban
- 30 novembre 1989 - Norvège et Allemagne de l'Ouest
- 1er décembre 1989 - Autriche, Danemark, Grèce, Italie et Suède
- 14 décembre 1989 - Australie
- 15 décembre 1989 - Finlande, Royaume-Uni, Portugal
- 22 décembre 1989 - Pays-Bas
- 25 décembre 1989 - Brésil
- 26 décembre 1989 - Tuvalu
- 18 janvier 1990 - Hong Kong
- 16 mars 1990 - Irlande
- 28 mars 1990 - Koweït
- 5 avril 1990 - Hongrie
- 21 juillet 1990 - Japon
- 28 mai 1992 - Russie
- 29 mars 1996 - États-Unis (ressortie)

## Sorties vidéos
- 15 avril 1997 - VHS avec recadrage 4/3
- 15 avril 1997 - LaserDisc avec format 1:66 respecté
- 31 octobre 2001 - VHS avec recadrage 4/3
- 31 octobre 2001 - DVD avec format 1:66 respecté incluant Pluto n'aime pas les chats
- 26 août 2009 - DVD Édition exclusive 20e anniversaire avec format 1:66 respecté
- 5 mars 2014 - Blu-Ray

## Origine et production

### Développement du scénario
Oliver et Compagnie est le premier film d'animation Disney dont la production a commencé sous la supervision de Michael Eisner et Jeffrey Katzenberg ; le duo venait de prendre la direction de la société   en 1984 à la suite d'une guerre financière, et avait précédemment travaillé chez Paramount Pictures en tant que président et chef de production, respectivement.

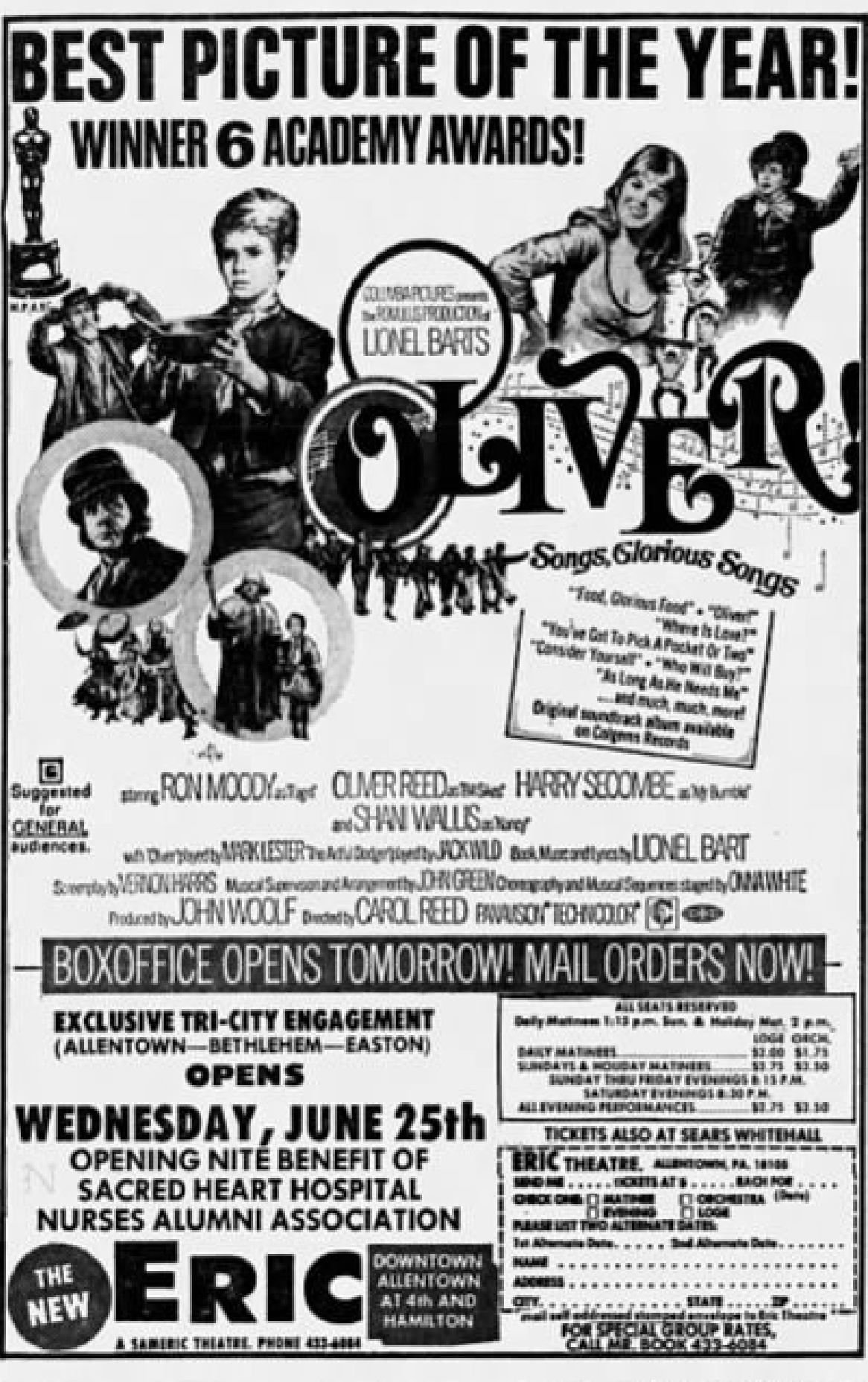
Affiche de la comédie musicale Oliver ! (1969).

À la fin de l'année 1984, ou durant l'année 1985,,, Eisner et Katzenberg ont invité les animateurs à présenter des idées potentielles pour les longs métrages d'animation à venir, session tristement surnommée le "Gong Show". Après le tour de Ron Clements durant lequel il a présenté les projets pour La Petite Sirène (1989) et La Planète au trésor : Un nouvel univers (2002), le scénariste Pete Young suggère une adaptation du roman Oliver Twist mais avec des chiens. Le lendemain de la réunion, Katzenberg, qui avait déjà participé à une adaptation de la comédie musicale Oliver ! chez Paramount, , approuve le projet ainsi que celui de La Petite Sirène,. La production a commencé par une lecture en séance du roman Oliver Twist et le visionnage de la comédie musicale Oliver !. George Scribner et Richard Rich ont été nommé réalisateur du projet, tandis que Pete Young a été nommé superviseur de l'histoire. Cependant, Rich a été licencié de Disney environ six mois après le début production, laissant Scribner comme seul réalisateur. Le développement du scénario du film a duré six à neuf mois  et subit plusieurs réécritures.
La première année de production s'est avérée difficile. Certains producteurs, réalisateurs et artistes de storyboard se sont sentis mécontents de la réalisation du film, qui pensaient qu'il avait perdu une partie de son avantage contemporain. En raison des commentaires négatifs, Scribner a essayé de modifier le film pour qu'il soit moins proche du matériel original et inclure plus de sarcasme, plus d'esprit, et plus de mordant. Scribner souhaitait également que le film apporte une sensibilité plus branchée et contemporaine de l'époque. Les concepteurs du film ont fait un voyage préparatoire à New York durant lequel ils ont photographié les rues avec une perspective à la hauteur des chiens (54 cm) pour aider les animateurs.

### Développement des personnages
Les personnages d'Oliver et de Roublard (Dodger (« resquilleur, roublard »), en version originale et personnage de John Dawkins) sont d'abord conçus comme deux chatons, puis deux chiens, la production changeant souvent d'avis avant qu'il ne soit décidé qu'Oliver doivent être seul ce qui lui permet « d'être un personnage différent. » Sykes fut le dernier personnage à être créé pour le film, les scénaristes ont eu l'idée que Sykes soit un chien de race Dobermann. Dans la version finale du scénario, Scribner a transformé Oliver en un chaton naïf,, Roublard et sa bande en une meute de chiens,, et Fagin en humain,.
Sous le titre provisoire d'Oliver & Dodger,, ce scénario proposait une version plus sombre et plus graveleuse avec pour scène d'ouverture les deux Dobermanns de Sykes assassinant les parents d'Oliver. Cette mise en scène de l'histoire permettait, comme détaillé dans un brouillon, de se concentrer sur Oliver qui réclame sa vengeance. Scribner a ensuite encouragé le film à montre comment être plus malin dans la rue. Roublard avait à l'origine un rôle plus petit. Les scénaristes avaient l'intention de faire une scène où Fagin rend visite à Sykes avec Einstein à son bureau. Ce dernier venait d'être  attaqué par les Dobermanns et était ensanglanté sans vie. Durant le point culminant du film, Einstein devait également retirer les bandages de Sykes, sauter sur les chiens, puis les jeter la voiture. Dans la version finale du film, Roublard a repris les deux grandes scènes d'Einstein. À la fin du film, la fête d'anniversaire était à l'origine prévu pour être celle de Georgette, mais elle a ensuite été remplacée par Jenny. La gifle de Tito était également destinée à apparaître à la fin du film ; mais a été déplacée dans une scène antérieure.
Andreas Deja et Mike Gabriel sont les deux principaux animateurs en charge de concevoir l'apparence des personnages du film. Deja a conçu l'aspect physique des personnages, tandis que Gabriel a ajouté des éléments supplémentaires. Le personnage de Tito a été animé et conçu par l'animateur Hendel Butoy. Glen Keane a pris en charge les personnages  de Fagin et Sykes. Un dresseur d'animaux a amené chacune des races de chiens dans un secteur des studios de Walt Disney Feature Animation afin d'offrir un support visuel aux animateurs,. Après le casting des personnages, les modèles de personnages ont été repensés pour correspondre aux performances vocales. Par exemple, le design de Roublard a été modifié après l'enregistrement des dialogues de Billy Joel. De même Winston a été redessiné après que William Glover ait enregistré ses répliques, dans lesquelles le personnage a reçu une stature légèrement plus costaude. Ses caractéristiques ont également été révisées, y compris sa tête dessinée légèrement plus petite, son "extrémité arrière" devenant légèrement plus grande et ses mains et ses pieds étant légèrement plus délicats.
Certains personnages qui étaient censés apparaître dans le film ont également été écartés. Durant la pré-production, Roy E. Disney a proposé que Fagin ait volé un panda du zoo de Central Park avec son gang et qu'Oliver cherche à le rendre au zoo. Les scénaristes ont développé l'idée pendant environ neuf mois avant que des problèmes ne surviennent avec l'histoire,. Scribner a expliqué que ces éléments « dissipaient leur convergence de sympathie ». L'intrigue du panda a finalement été abandonnée lorsqu'il a suggéré que Fagin cherche à obtenir une rançon parce qu'Oliver était un chat asiatique rare et précieux,. Le panda a également été finalement remplacé par Jenny. Jenny était à l'origine destinée à vivre avec sa mère, mais l'équipe de l'histoire a changé sa mère en femme de chambre, et plus tard en majordome. Un cheval policier, nommé Kaminski et qui demandait toujours à Roublard de rester à l'écart des ennuis, a aussi était imaginé mais abandonné.

### Attribution des rôles
A la différence des précédentes productions, une audition libre a eu lieu pour trouver des acteurs qui correspondaient aux personnalités et aux personnages développés. Scribner et les directeurs de Disney voulaient des voix pour représenter de manière crédible un large éventail de New-Yorkais. Ils ont choisi des natifs de New York comme Bette Midler pour Georgette, Sheryl Lee Ralph pour Rita et Roscoe Lee Browne pour Francis. Sheryl Lee Ralph a enregistré son dialogue durant 18 mois.

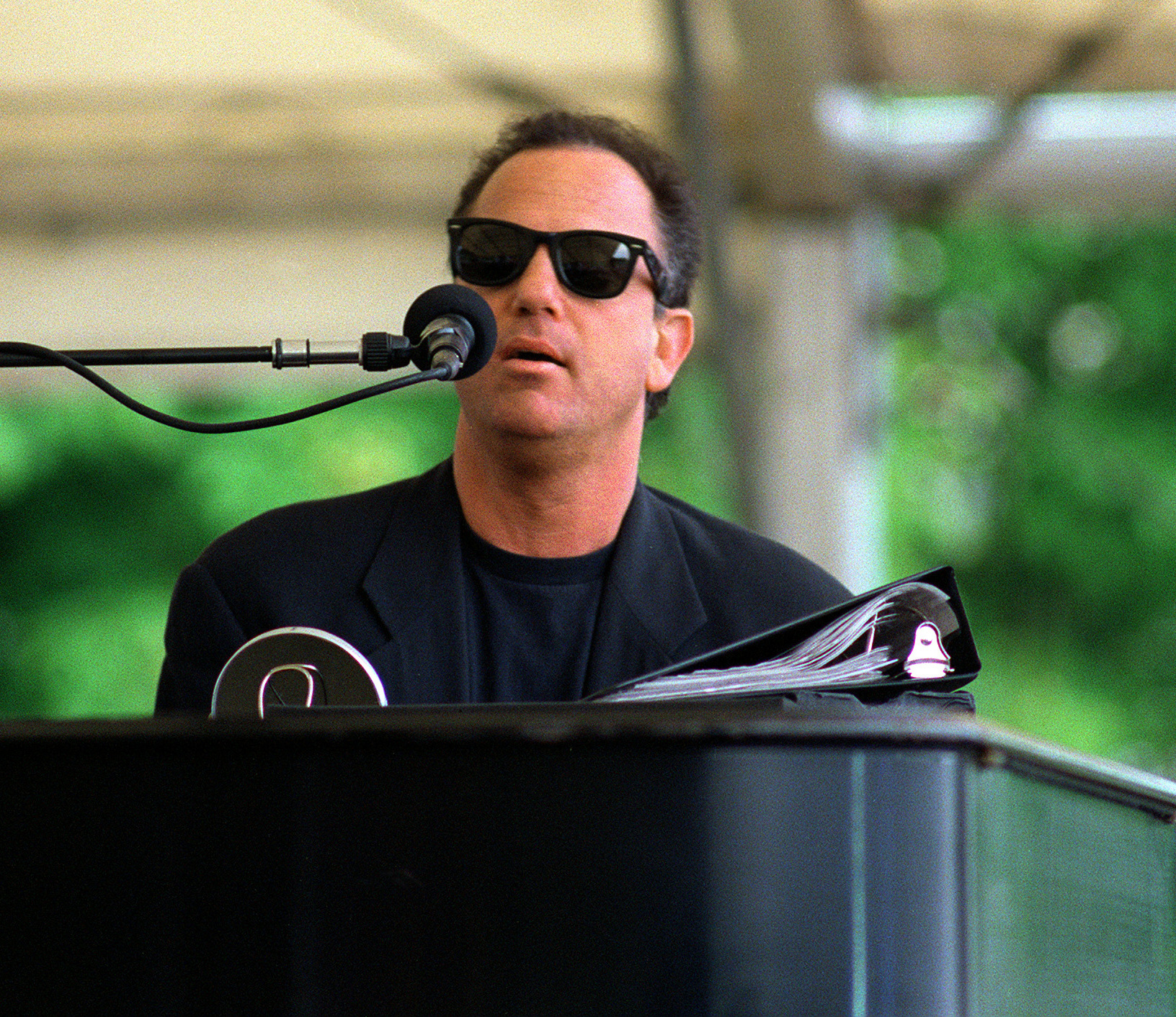
Billy Joel en 1994

Billy Joel était la cinquième personne à auditionner pour Roublard. Avant son audition pour Roublard et pendant des années, il avait refusé les rôles au cinéma parce qu'il était convaincu que « les caméras feraient des choses terribles pour lui ». Quelques années auparavant, il devait auditionné pour le film Il était une fois en Amérique de Sergio Leone, mais a annulé car il se sentait trop effrayé. Pendant la production du film, un directeur musical a recommandé Billy Joel, mais Scribner avait des doutes sur ses compétences d'acteur. Scribner a accepté de l'auditionner car Joel résidait alors à New York. l'audition s'est déroulé par téléphone avec un dialogue,, Scribner lui donnant la réplique tenant le rôle d'Oliver. Lorsque Billy Joel a été embauché, il a confirmé qu'il l'avait fait parce que c'était un film de Disney, en disant : "Je viens d'avoir une petite fille. C'est un excellent moyen de faire quelque chose que ma petite fille pourrait voir et auquel elle pourrait s'identifier tout de suite", faisant référence à sa fille Alexa, née fin décembre 1985. Il a aussi déclaré qu'il aimait les vieux films Disney et Oliver Twist, déclarant que son grand-père a lu tous les romans de Charles Dickens,. Il a débuté son travail en studio d'enregistrement après la naissance de sa fille. Joel s'est inspiré de Leo Gorcey des Dead End Kids pour son personnage, agissant comme la quintessence d'un enfant dur qui, au fond, était un gars sympa. Scribner voulait que le timbre de Billy Joel sonne comme New York, mais il a répondu : "Non, non. Nous sommes entre Broadway et la Huitième Avenue". Tout au long de ses sessions d'enregistrement, le chanteur a estimé qu'il était de plus en plus facile d'entrer dans le personnage à chaque session d'enregistrement.
D'après la presse, Joey Lawrence a réalisée dix sessions d'enregistrements pour ses dialogues, mais il évoque au moins vingt sessions. Lawrence a enregistré sa voix sur une période de deux ans et demi, avec sa première session à l'âge de 10 ans. Lawrence indique que sa voix était extrêmement haute lorsqu'il a commencé, mais sa voix est tombée, muée, et qu'il a eu du mal à parler aussi haut au fil des mois. Le comédien Cheech Marin était la cinquième personne à auditionner pour le rôle du chihuahua Tito. Parce que l'énergie s'est avérée être la clé de la personnalité de Tito, Marin a affirmé : "J'ai été encouragé à improviser, mais je dirais que je viens de donner environ 75 % des lignes au fur et à mesure qu'elles étaient écrites. L'énergie naturelle d'un Chihuahua a joué directement dans ce sentiment. George Scribner était très encourageant en tant que réalisateur, il a maintenu le niveau d'énergie élevé lors des sessions d'enregistrement". Marin a été assigné à quatre sessions d'enregistrement, mais au moins 15 sessions ont été réalisées. Il a enregistré son dialogue pendant un an. Marin se sentait globalement enthousiaste à propos de son rôle, déclarant qu'il était dans un film que son enfant pourrait regarder tous les jours. William Glover a été choisi pour le rôle de Winston, le majordome de la famille Foxworth. En 1989, Scribner a parlé de Glover dans une interview, déclarant : "C'était génial de travailler avec lui, il était très professionnel et il a donné des lectures que vous ne vous attendriez jamais".

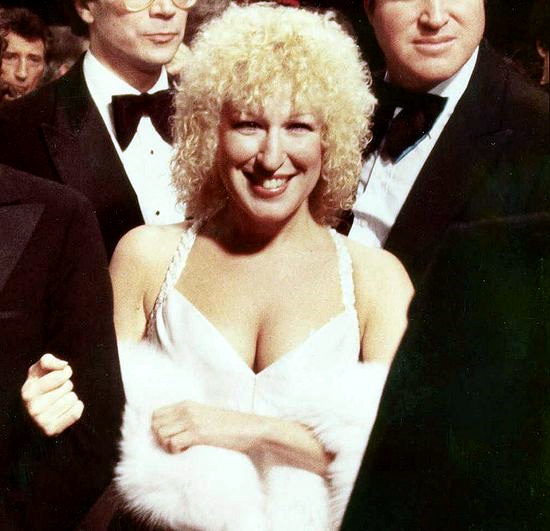
Bette Midler prête sa voix à Georgette, en 1979
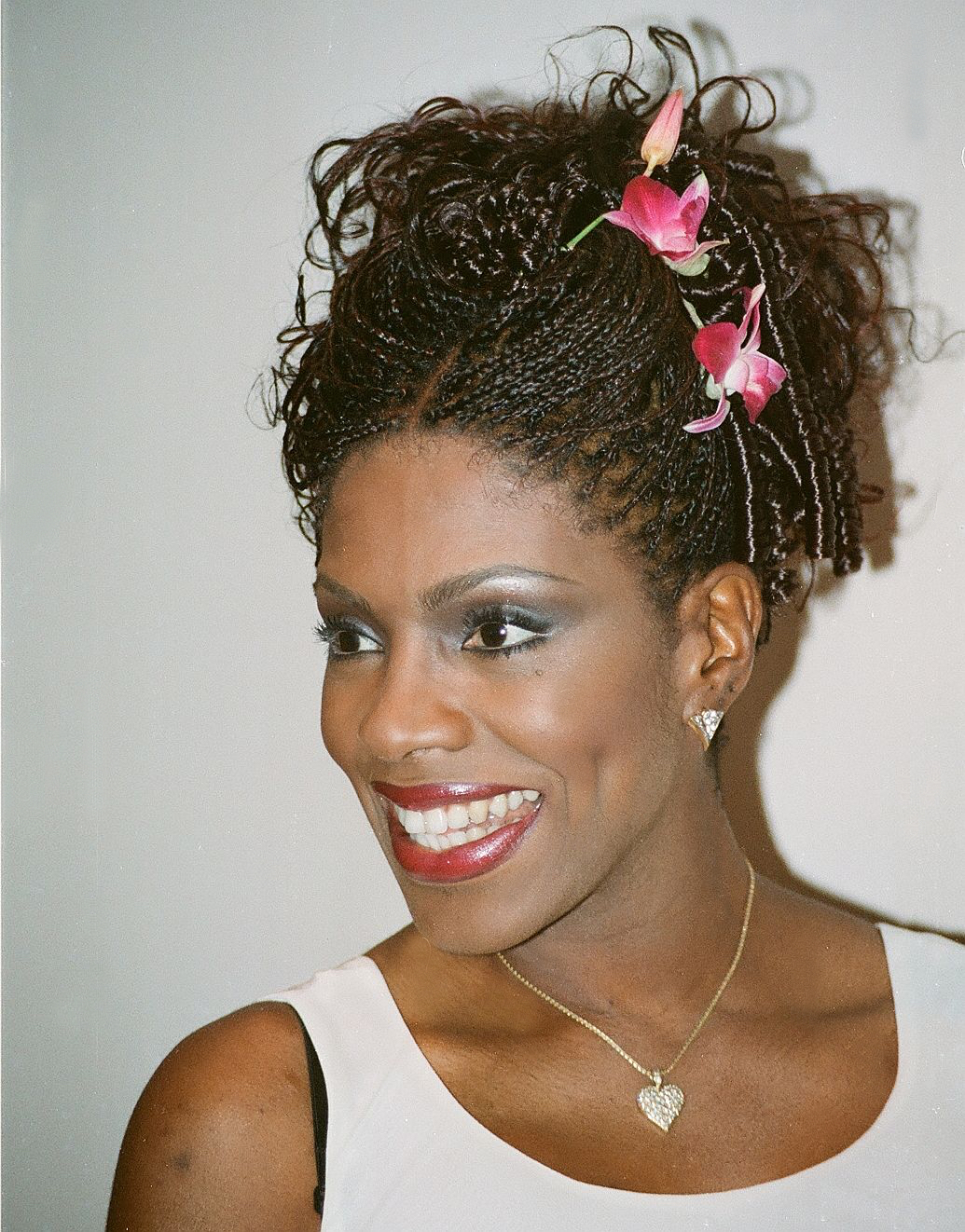
Sheryl Lee Ralph prête sa voix à Rita, en 1997
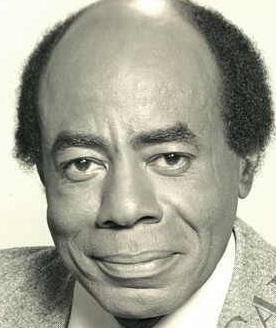
Roscoe Lee Browne prête sa voix à Francis  en 1979
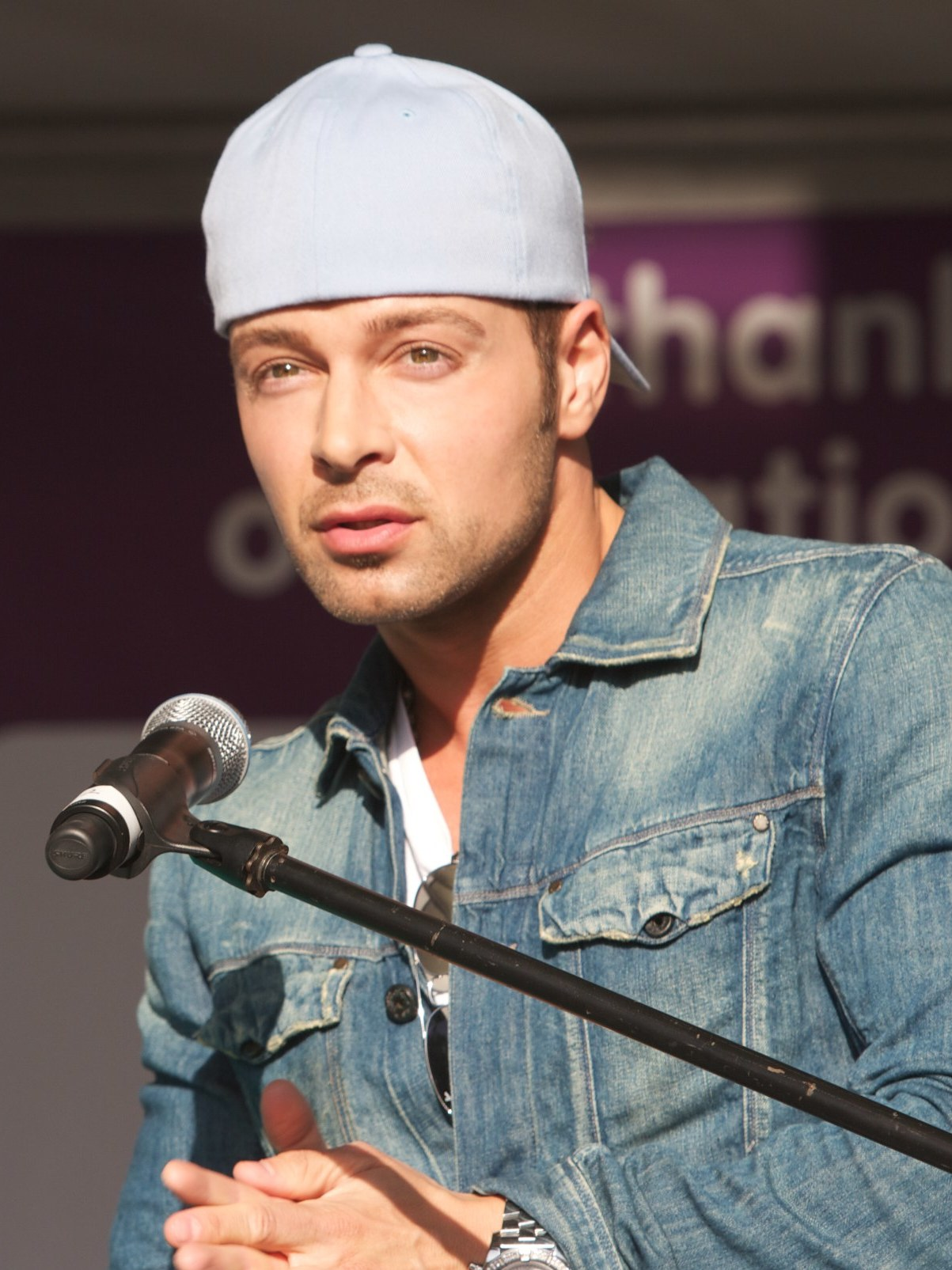
Joey Lawrence en 2011
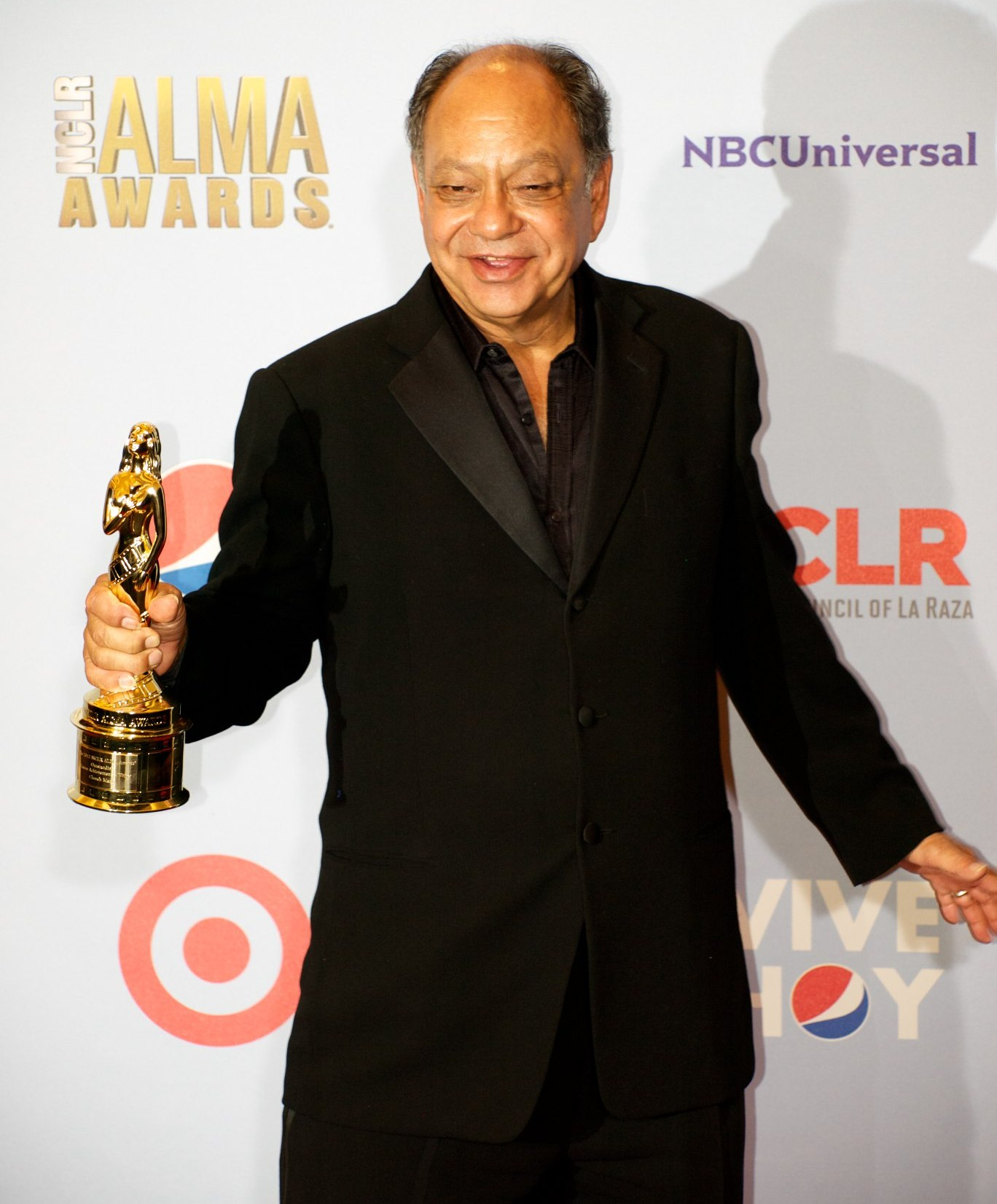
Cheech Marin en 2012

Dans le studio d'enregistrement, les acteurs lisaient leurs dialogues à Scribner. Plusieurs sessions d'enregistrement ont été effectuées pendant que le film subissait plusieurs réécritures, ce qui a amené Scribner à demander à la distribution vocale de réenregistrer différentes scènes qu'ils avaient déjà faites. Les enregistrements des voix a duré pendant deux ans avec chaque session durant près de deux à trois heures. Selon Scribner, les acteurs ont aimé enregistrer leurs répliques, bien que pour certains des esquisses ou d'animation inachevées ont du être diffusée pour les aider à savoir ce que leurs personnages faisaient.

### Animation, premier usage de l'ordinateur

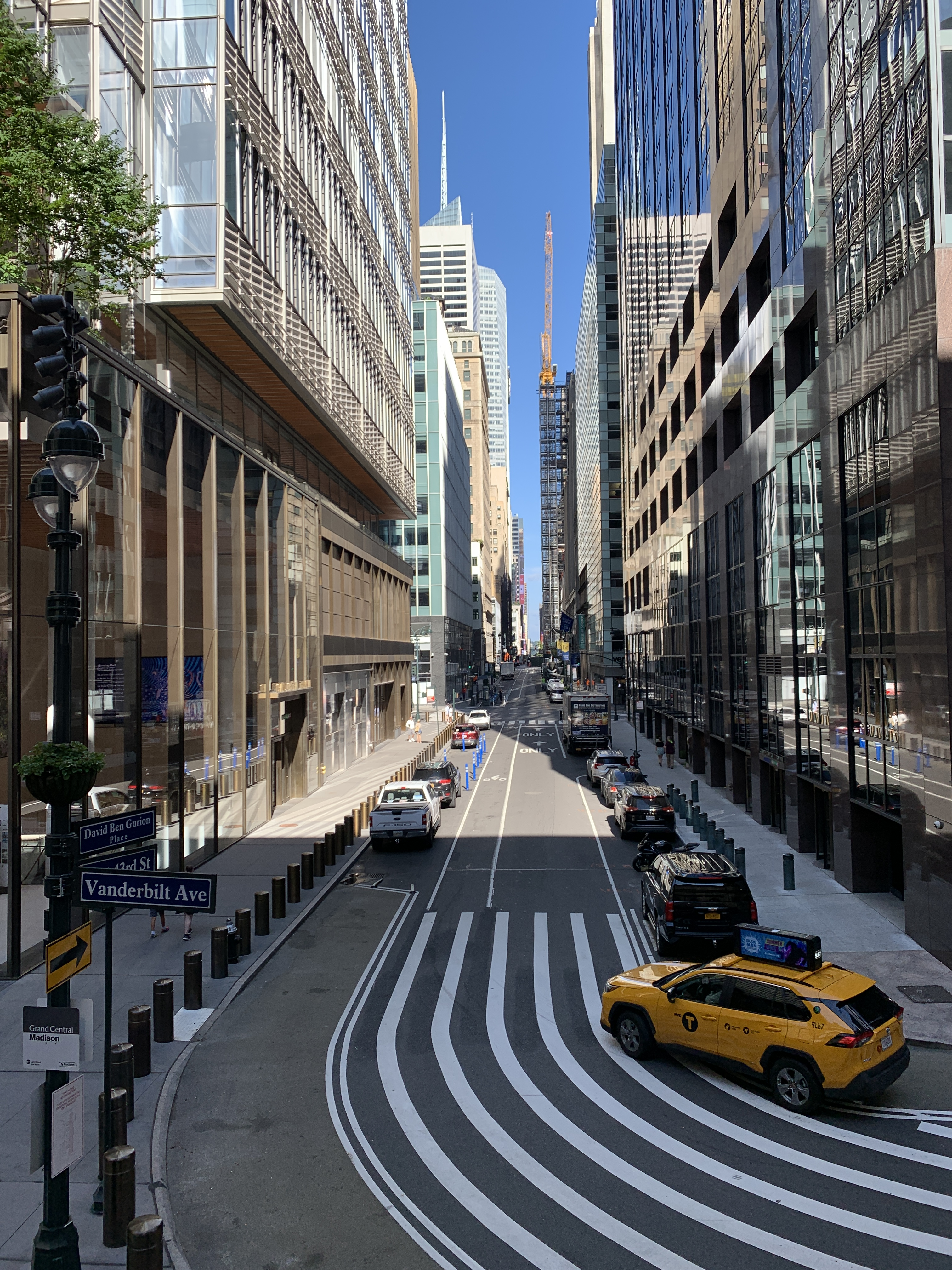
Vue de la 43e rue de New York.

Durant le développement du scénario, Scribner a d'abord pris le parti d'ignorer le langage familier et les références à la période actuelle afin d'éviter que le film Oliver ne soit trop ancré dans l'actualité et rapidement daté. Scribner a changé d'avis lorsqu'il a pris conscience que si Oliver se déroule actuellement cela augmenterait sa crédibilité auprès du public et a décidé d'ajouter des éléments artistiques comme l'art de la ville de New York, plusieurs panneaux d'affichage, publicités, etc. Une conséquence de ce réalisme contemporain fait qu’Oliver et Compagnie est le premier film Disney à contenir de vraies publicités, telles que Coca-Cola, USA Today ou Sony[réf. souhaitée].
Scribner a emprunté une technique utilisée dans La Belle et le Clochard (1955) en mettant le décor à hauteur des chiens. Pour cela, il a demandé à bloquer des rues de New York et les a fait photographier avec des caméras montées à 18 pouces (46 cm) du sol. En parallèle, l'équipe d'animateurs venue en repérage a filmé les rues et a ensuite édité des photos avec une imprimante Minolta.
L'animation traditionnelle a été prise en charge par la jeune génération d'animateurs Disney, sous la supervision de Glen Keane, Ruben A. Aquino, Mike Gabriel, Hendel Butoy et Mark Henn. Pour rappel, les "Neuf Sages de Disney" avaient pris leur retraite au début des années 1980 (Voir la période Studios Disney de 1973 à 1988). Pendant deux ans et demi de production, 300 artistes et techniciens ont été impliqués dans le film,,, et un million de croquis,, et 119 275 cellulos ont été produits,. L'équipe a utilisé la base de données du cabinet d'architecture Skidmore, Owings and Merrill pour concevoir le panorama urbain de New York. Ils ont aussi utilisé le procédé de reprographie Xerox, nommé la xérographie, utilisé initialement dans Les 101 Dalmatiens (1961). Il permet une économie d'échelle en dupliquant facilement les éléments.
Les arrière-plans ont été réalisés avec « des lavages très simples sans ligne d'acétate sur le dessus pour correspondre au cadre principal et aux personnages. » et à l'aide du processus de xérographie. Au début de la production, les arrière-plans de l'appartement de Jenny avaient tendance à inclure des lignes Xerox grises pour équilibrer une distinction entre l'environnement de la barge de Fagin et du quai d'une part, et l'appartement de Jenny d'autre part, mais par la suite cela ne s'est plus jamais produit.
Pour les mouvements des personnages, le studio a continué d'utiliser la méthode en vigueur depuis Blanche-Neige et les Sept Nains (1937), les artistes esquissant ou décalquant d'après des séances en prises de vues réelles avec des acteurs. Les mouvements de marche et de course des animaux ont été synchronisées à partir des précédentes œuvres animées du studio présentant des chats et des chiens comme La Belle et le Clochard et Les 101 Dalmatians, qui incluent des animations réalisées par Ollie Johnston, Marc Davis, Frank Thomas et Milt Kahl.
Les objets de la vie courante ont eux été créés par ordinateur : voiture, taxi, bus, limousine, égouts, métro, escalier à colimaçon. Onze minutes du film utilisent des images assistées par ordinateur, telles que les paysages urbains, la limousine de Sykes, le pont de Brooklyn, le trike de Fagin,,, l'intérieur du tunnel, et la scène de l'escalier pendant la chanson La perfection, c'est moi !,. Avant ces ajouts, les arrière-plans étaient détourés et peints. Avec cette nouvelle technologie, l'animation est générée par un ordinateur sous la forme de petites pièces qui sont ensuite assemblées aussi par ordinateur, le tout avec un important gain de temps. Le premier objet sur lequel l'animation par ordinateur a été testé est le trike de Fagin, qui était composé de 18 parties. Ce film est le premier long métrage de Disney à avoir un département spécifique pour l'animation de synthèse. L'équipe a pu profiter du travail réalisé par le studio pour Tron (1982).

### Musique
L'équipe de production a essayé d'impliquer la musique très tôt dans le film. Scribner a rédigé une consigne pour l'équipe de sorte que le film ne soit pas traité comme une comédie musicale dont l'histoire s'arrêterait brutalement pour continuer en chanson. Chaque chanson a été écrite comme une extension d'un personnage. La bande originale d'Oliver et Compagnie compte plusieurs producteurs, chaque chanson a été écrite avec un compositeur et un producteur différents et bien sûr à des dates d'enregistrement différentes. Divers auteurs compositeurs ont soumis des chansons dans une large gamme de styles musicaux, mais beaucoup d'entre elles ne correspondaient pas à l'atmosphère du film.
La première chanson composée est Why Should I Worry? (« Mais pourquoi m'en faire ? ») interprétée par le personnage de Roublard . À l'origine, elle a été écrite comme un dialogue mais Scribner a dit aux auteurs-compositeurs que « Oubliez que nous allons conserver cette musique, ou le fait qu'elle soit sur un album. Je m'en fiche qu'il sorte en single ou non. Écrivez pour le film, écrivez pour le personnage ». La scène d'introduction du film devait être mise en musique avec un morceau de gospel et de blues mais a été écarté car jugé trop sombre. À la suggestion de son ami David Geffen, Jeffrey Katzenberg a embauché le parolier Howard Ashman, qui a composé la chanson Il était une fois à New York City. C'est la premier production Disney d'Ashman qui écrira ensuite les chansons de La Petite Sirène (1989), La Belle et la Bête (1991) et Aladdin (1992) avant de mourir du SIDA en mars 1991. Une chanson intitulée It's a Jungle Out There (« C'est une jungle là-bas ») , écrite par Herbie Hancock, a été écartée du film en raison de la suppression de la scène associée. Jenny et Oliver devait jouer ensemble dans la chambre de le jeune fille sur un rythme inspiré par les sonorités de la jungle et l'imaginaire permettant d'emporter les deux personnages dans la Jungle.
Katzenberg souhaitait recruter une équipe d'auteurs-compositeurs-interprètes pour avoir une chanson regroupant Billy Joel, Barry Manilow et Huey Lewis. Peter Schneider, alors vice-président de Walt Disney Feature Animation, a estimé que Katzenberg avait une mauvaise approche d'une comédie musicale.Pour Schneider, la bonne méthode était celle employée sur la production Disney produite en parallèle La Petite Sirène à savoir une vision unifiée de la composition musicale et des paroles. Billy Joel et Bette Midler ont interprété les voix et les chansons titres de leur personnage respectifs, Roublard avec Mais pourquoi m'en faire ? et Georgette avec La perfection, c'est moi !.
La bande originale d'Oliver et Compagnie contient une partition instrumentale de J. A. C. Redford, sous la supervision de Carole Childs. Redford a composé la bande sonore grâce au producteur Chris Montan récemment débauché par Disney de CBS, les deux ayant travaillé sur la série Hôpital St Elsewhere. La bande originale a été publiée en novembre 1988 par Walt Disney Records, dont c'est le premier album de ce type. C'est aussi le dernier sur support vinyle, le CD est né et révolutionne déjà le monde de la musique
| Oliver & Company | Oliver & Company                                                                  | Oliver & Company                   | Oliver & Company | Oliver & Company | Oliver & Company | Oliver & Company | Oliver & Company | Oliver & Company | Oliver & Company |
| No               | Titre                                                                             | Auteur                             | Interprète(s)    | Durée            |                  |                  |                  |                  |                  |
| ---------------- | --------------------------------------------------------------------------------- | ---------------------------------- | ---------------- | ---------------- | ---------------- | ---------------- | ---------------- | ---------------- | ---------------- |
| 1.               | Once Upon A Time In New York City (fr) Il était une fois à New York City          | Barry Mann, Howard Ashman          | Huey Lewis       | 3:55             |                  |                  |                  |                  |                  |
| 2.               | Why Should I Worry? (fr) Mais pourquoi m'en faire ? (fr-CA) À quoi bon m'en faire | Charlie Midnight (en), Dan Hartman | Billy Joel       | 3:32             |                  |                  |                  |                  |                  |
| 3.               | Sykes (Instrumental)                                                              | J. A. C. Redford                   | J. A. C. Redford | 2:17             |                  |                  |                  |                  |                  |
| 4.               | Bedtime Story (Instrumental)                                                      | J. A. C. Redford                   | J. A. C. Redford | 4:39             |                  |                  |                  |                  |                  |
| 5.               | Streets Of Gold (fr) Des rues en or (fr-CA) Des mines d'or                        | Dean Pitchford, Tom Snow           | Ruth Pointer     | 3:36             |                  |                  |                  |                  |                  |
| 6.               | Perfect Isn't Easy (fr) La perfection, c'est moi ! (fr-CA) La plus que parfaite   | Bruce Sussman, Jack Feldman        | Bette Midler     | 2:58             |                  |                  |                  |                  |                  |
| 7.               | Good Company (fr) Bonne Compagnie(fr-CA) De bonne compagnie                       | Robert Minkoff, Ron Rocha          | Myhanh Tran      | 2:30             |                  |                  |                  |                  |                  |
| 8.               | The Rescue (Instrumental)                                                         | J. A. C. Redford                   | J. A. C. Redford | 3:24             |                  |                  |                  |                  |                  |
| 9.               | Pursuit Through The Subway (Instrumental)                                         | J. A. C. Redford                   | J. A. C. Redford | 3:45             |                  |                  |                  |                  |                  |
| 10.              | Buscando Guayaba                                                                  | Rubén Blades                       | Rubén Blades     | 3:48             |                  |                  |                  |                  |                  |
| 11.              | End Title (Instrumental)                                                          | J. A. C. Redford                   | J. A. C. Redford | 1:16             |                  |                  |                  |                  |                  |
| 35:40            |                                                                                   |                                    |                  |                  |                  |                  |                  |                  |                  |

La bande originale a parfois été publiée à l'international via des labels locaux, la version anglaise a ainsi été éditée par le label Pickwick Music tandis que dans les pays scandinaves c'est le label Serieforlaget d'Egmont.
La chanson titre du film, absente de la bande originale, s'intitule Oliver. En France, la chanson publiée en 45T en novembre 1989 et est interprétée par Anne Meson dont c'est le premier titre en tant qu'« ambassadrice Disney ». Le vidéoclip réalisé par Bruno Podalydès reprend par ailleurs des images du film. Elle poursuivra sa carrière en interprétant des titres comme le générique de la série Tic et Tac, les rangers du risque ou La Petite Sirène.
En France, deux versions de livre-disque ont été éditées chez Disques Adès en 1990 et réédité à plusieurs reprises :
- Un disque 45T narré par Fanny Cottencon avec un livret de 24 pages (Walt Disney Records LLP599F / ADE 150)[56]
- Un disque 33T narré par Richard Bohringer avec un livret de 12 pages (Walt Disney Records ST3912F / ADE 330)[57]. Cette version comporte les cinq chansons du film traduites par Charles Level et arrangées par Thomas Pasatieri[58].

La version japonaise utilise Oliver de Chami Satonaka comme chanson principale.

## Sortie et Accueil
La premier du film a lieu le 13 novembre 1988 au Ziegfeld Theater de New York,. La sortie nationale américaine du film a lieu quelques jours plus tard le 18 novembre 1988 en même temps que le 60e anniversaire de la sortie du premier Mickey Mouse, Steamboat Willie (1928). C'est aussi le premier film du nouveau calendrier de production des studios d'animation Disney souhaité par Jeffrey Katzenberg avec une sortie annuelle comme il était en vigueur à l'époque de Walt Disney dans les années 1940 et jusqu'au milieu des années 1950.
Oliver et Compagnie est le premier film d'animation Disney à inclure des produits publicitaires du monde réel. Plus de 30 logos d'entreprises et noms de marques sont présents dans le film, notamment Kodak, Dr. Scholls, Sony, Coca-Cola, Tab, McDonald's, Yamaha, Ryder System (en) et USA Today,. Malgré cela, Katzenberg a demandé à l'équipe marketing de concentrer la campagne sur le roman classique de Dickens et la bande originale.
Parmi les événements promotionnels, on pouvait noter les produits fabriqués et distribués par Sears, des décorations musicales de Noël avec Oliver et Roublard chez McDonald's ainsi que des marionnettes à doigts des personnages dans les menus Happy Meal. Pour la ressortie en salle en 1996, le film a été accompagné d'une campagne promotionnelle de Burger King.
Au Royaume-Uni, le film n'a pas été distribué par Buena Vista International, mais par Warner Bros..

### Box-office
| Pays       | Box-office        |
| ---------- | ----------------- |
| États-Unis | 53 279 055 $      |
| France     | 2 858 997 entrées |
| Allemagne  | 2 157 659 entrées |

Le Petit Dinosaure et la Vallée des merveilles et Oliver et Compagnie sort le même week-end aux États-Unis et au Canada ; ce dernier film a fait ses débuts à la première place avec 7,5 millions de dollars, tandis que le premier a débuté à la quatrième place, rapportant 4 millions de dollars. Néanmoins, Oliver et Compagnie a dépassé Le Petit Dinosaure et la Vallée des merveilles avec un brut total aux États-Unis et au Canada de 53 millions de dollars par rapport aux 46 millions de dollars de ce dernier. Aux États-Unis, le film a dépassé Fievel et le Nouveau Monde en tant que film d'animation le plus rentable depuis sa première exécution. C'était aussi le premier film d'animation à rapporter 100 millions de dollars dans le monde entier lors de sa sortie initiale. Son succès a incité le directeur de l'animation de Disney de l'époque, Peter Schneider, à annoncer l'intention de l'entreprise de publier des longs métrages d'animation chaque année.
En France, le film réalise plus de 2 858 000 entrées . Oliver et Compagnie est le quatrième film le plus rentable de 1989 en France, derrière Retour vers le futur 2.

### Accueil critique
Malgré son succès commercial, Oliver et Compagnie obtient des critiques mitigées de la part des critiques. Rotten Tomatoes a rapporté que 53 % des critiques ont donné au film des critiques positives basées sur 57 critiques, avec une note moyenne de 5,5/10. Son consensus déclare : "Prévisible et ennuyeux, Oliver et Compagnie n'est pas l'un des meilleurs de Disney, bien que sa distribution colorée de personnages puisse être suffisante pour divertir les jeunes téléspectateurs à la recherche d'un peu d'aventure." Sur Metacritic, le film a un score de 58 sur 100, basé sur 15 critiques, indiquant des "critiques mitigeuses ou moyennes".
En France, sur Allociné, il obtient une note moyenne des critiques du public de 3,4 sur 5.

### Exploitation
En 1989, le jeu vidéo Oliver et Compagnie est publié par Coktel Vision sur DOS, Amiga, Atari ST. Malgré son succès en salle, le film Oliver et Compagnie n'est pas sorti sur support vidéo aux États-Unis malgré une forte demande.
Après sa ressortie en salle en mars 1996, le film a été édité sur VHS et LaserDisc aux États-Unis le 25 septembre 1996, pour une durée limitée. Le film est également sorti sur support vidéo au Royaume-Uni, en Australie, en Italie, en France et dans d'autres pays en 1997.
Il est ensuite sorti en DVD le 14 mai 2002. Une édition DVD du 20e anniversaire est sortie le 3 février 2009 et une édition Blu-ray du 25e anniversaire est sortie le 6 août 2013. Le film est disponible en streaming sur Disney+ depuis son lancement le 12 novembre 2019.

## Analyse
Oliver et Compagnie est le premier film depuis Les Aventures de Bernard et Bianca (1977) à renouer avec le genre « comédie musicale » (plus de quatre chansons). Le projet initial se voulait d'ailleurs une suite aux Aventures de Bernard et Bianca, dans laquelle Penny vivait désormais à New York avec sa famille adoptive et son chat Rufus ; mais ce concept fut abandonné bien que la ressemblance physique entre Jenny et Penny ait néanmoins été conservée.

## Autour du film
- Oliver et Compagnie est le premier long-métrage d'animation Disney bénéficiant d'un doublage francophone réalisé au Québec, en plus du doublage français.
- La chanson de Roublard Why Should I Worry? fut écrite et interprétée par Billy Joel, qui prête également sa voix à Roublard dans la version originale du film. Lors cette chanson, on peut apercevoir Pongo (Les 101 Dalmatiens, 1961), Jock, Peg et César (La Belle et le Clochard, 1955).
- Parmi les photos visibles chez Georgette, il y a celle de Ratigan, le méchant de Basil, détective privé (1986).
- Lorsque Oliver se réveille après avoir dormi dans un vieux pneu, on voit Roger Ratcliff (Les 101 Dalmatiens) traverser la rue.
- Fagin porte une montre Mickey Mouse.
- Les seuls personnages directement inspirés de l'œuvre originale de Charles Dickens sont Oliver, Roublard, Fagin et Sykes.
- Lorsque la bande de chiens se trouve dans le repaire de Sykes, Tito qui s'en va aider ses camarades en fredonnant la chanson Heigh-Ho dont les paroles sont quelque peu modifiées de l'originale. Il s'agit d'une référence au premier film d'animation Disney, Blanche-Neige et les Sept Nains.
- La danse des chiens est basée sur une chorégraphie de Bob Fosse.[réf. souhaitée]
- Sylvie Moreau, qui incarne la voix de Rita dans la version française du film, avait déjà été la voix de Maléfique dans la seconde version française de La Belle au bois dormant (1959).
- Lorsque la bande de chiens repère la limousine de Jenny, on peut à percevoir au fond à droite Aurore (La Belle au bois dormant), qui reproduit le même mouvement que dans le film de 1959.